# Du ciment sous les plaines
Albums de Noir Désir
Veuillez rendre l'âme (à qui elle appartient)
(1989) Tostaky
(1993)
Singles
1. En route pour la joie
Sortie : février 1991

Du ciment sous les plaines est le troisième album du groupe de rock français, Noir Désir. Enregistré en 1990, il sort en février 1991 chez Barclay.

## Historique
C'est sans aucun doute l'album le moins connu du groupe et celui qui a rencontré le moins de succès. Un seul single en est extrait (En route pour la joie), et la promotion de l'album fut vite arrêtée à la suite des problèmes rencontrés notamment par le chanteur Bertrand Cantat, victime d'une syncope sur scène.
Le titre renvoie au slogan soixante-huitard « Sous les pavés, la plage ! », par effet d'inversion : après l'utopie des années hippies vient la désillusion : du ciment sous les plaines.

## Réception
Du ciment sous les plaines en 1991 apparaît comme un contre-pied à l’album précédent. Avec cet album résolument rock, à l’ambiance fiévreuse et radicale, au son brut et mat, Noir Désir adopte une posture rageuse et électrique qui renoue avec l’activisme underground des débuts. Il est une réponse cinglante au tube Aux sombres héros de l'amer que le groupe juge trop « commercial ». Il s’en écoule tout de même plus de 250 000 exemplaires et est classé 21e meilleur album de rock français selon l'édition française du magazine Rolling Stone,.
Depuis la décennie 2020, l'album et ses chansons, pourtant acclamées, connaissent désormais une diffusion médiatique très limitée à l'instar de la discographie du groupe en raison des actes du chanteur.

## Titres de l'album
| No  | Titre                                                   | Durée |
| --- | ------------------------------------------------------- | ----- |
| 1.  | No, No, No                                              | 3:30  |
| 2.  | En route pour la joie                                   | 3:26  |
| 3.  | Charlie                                                 | 3:57  |
| 4.  | Tu m'donnes le mal                                      | 3:40  |
| 5.  | Si rien ne bouge                                        | 5:12  |
| 6.  | The Holy Economic War                                   | 3:03  |
| 7.  | Tout l'or                                               | 4:14  |
| 8.  | La Chanson de la main                                   | 3:42  |
| 9.  | Pictures of Yourself                                    | 3:13  |
| 10. | Les Oriflammes                                          | 3:27  |
| 11. | Elle va où elle veut                                    | 3:30  |
| 12. | Le Zen Émoi                                             | 3:23  |
| 13. | The Chameleon (reprise du groupe australien The Saints) | 5:13  |
| 14. | Hoo Doo                                                 | 0:46  |

## Personnel
- Bertrand Cantat : chant, guitare rythmique, harmonica
- Serge Teyssot-Gay : guitare rythmique, guitare solo, chœurs
- Denis Barthe : batterie, chœurs
- Frédéric Vidalenc : basse, chœurs
- Production : Phil Delire, Olivier Genty, Noir Désir

## Classements
| France | Belgique | Suisse | Italie | Europe |
| ------ | -------- | ------ | ------ | ------ |
| 35     | -        | -      | -      | -      |